# Tanja Riß
Tanja Riß (* 17. Mai 1976 in Teisendorf) ist eine deutsche Tischtennisspielerin mit aktiver Tischtenniszeit seit den 1990er Jahren. Bei Deutschen Meisterschaften gewann sie zwei Bronzemedaillen.

## Werdegang
Tanja Riß begann ihre Karriere beim Verein SV Tittmoning. Hier feierte sie erste Erfolge, insbesondere der Gewinn der Deutschen Meisterschaft der Schülerinnen im Einzel 1989/90 und Bronze im Doppel mit Renate Allwicher. 1996 holte sie den Titel bei den Juniorinnen im Doppel mit Nicole Delle. Im Damenbereich spielte sie von 1991 bis 2000 mit den Vereinen  Rot-Weiß Klettham-Erding, FC Langweid und TSV Röthenbach in der Bundesliga. Mit Röthenbach erreichte sie im Jahr 2000 das Endspiel im ETTU Cup. Im gleichen Jahr trat sie bei der Studenten-Weltmeisterschaft in Shanghai an. Hier erreichte sie sowohl im Doppel mit Nicole Delle als auch im Mixed mit Gerd Richter das Halbfinale.
Mehrmals nahm sie an Deutschen Meisterschaften teil. Dabei gewann sie zwei Bronzemedaillen, nämlich 1997 im Mixed mit Jürgen Hegenbarth und 2003 im Doppel mit Petra Heuberger.

## Privat
Tanja Riß studierte an der Universität Bayreuth Lehramt. Sie heiratete 2004 und tritt seitdem unter dem Namen Reiner auf. Sie hat eine Tochter.